# Роузалия
Роузалия (на английски: Rosalia) е град в окръг Уитман, щата Вашингтон, САЩ. Роузалия е с население от 648 жители (2000) и обща площ от 1,6 km². Намира се на 682 m надморска височина. ЗИП кодът му е 99170, а телефонният му код е 509.